# Tribunal de Justiça de Santa Catarina
O Tribunal de Justiça de Santa Catarina (TJSC) é o órgão máximo do Poder judiciário do estado brasileiro de Santa Catarina. É composto por 94 desembargadores, aos quais incumbe analisar os recursos dos processos julgados em primeira instância, bem como julgar alguns feitos de competência originária. A sede do Tribunal de Justiça está localizada na capital do estado, Florianópolis. 

## Histórico
A origem do TJSC remonta ainda à época em que o Brasil era colônia de Portugal. Em 29 de julho de 1812, o Príncipe Regente, D. João VI, nomeou Francisco Lourenço de Almeida o primeiro juiz togado para as terras catarinenses, no cargo de Primeiro Juiz de Fora do Cível, e Crime e Órfãos da Vila do Desterro. Este se apresentou à Câmara da Vila do Desterro em 17 de agosto do mesmo ano.
Com a Independência, em 1824, foram criados o Supremo Tribunal de Justiça - sediado no Rio de Janeiro - e os Tribunais da Relação. Todavia, o rígido centralismo do Império não permitia a criação de Relações por iniciativa local. Dessa forma, Santa Catarina permaneceu jurisdicionada à Relação de Porto Alegre até o início da República.
A implantação da República em 1889 permitiu a instituição do federalismo pela Constituição de 1891. Assim, cada unidade da federação passaria a reger-se pelas constituições e leis que adotasse, respeitados os princípios constitucionais da União. Por conta disso, houve a instalação do Tribunal de Justiça em Santa Catarina em 1º de outubro de 1891. O Decreto 104, de 19 de agosto de 1891, do Vice-Governador Gustavo Richard, organizou a Justiça do Estado e conferiu aos membros do tribunal estadual, no artigo 10, o título de Desembargador.
Inicialmente, o TJSC foi instalado na Casa da Câmara, em Florianópolis, onde funcionou até 1908. Posteriormente, foi transferido para a Rua Jerônimo Coelho (1908-1929), o Palácio da Justiça da Praça Pereira Oliveira (1929-1968), Agência Ford (1968-1975). Finalmente, em 1975 o TJSC instalou-se no Palácio da Justiça, localizado no Aterro da Baía Sul, em Florianópolis, local onde está sediado até os dias atuais. Essa edificação recebeu, em 27 de abril de 1990, a denominação oficial de "Palácio da Justiça Ministro Luiz Gallotti". 
No ano de 2020, o judiciário catarinense alcançou quase 1 milhão de processos julgados. Foram 809,2 mil sentenças pelos magistrados de 1º grau e 173,3 mil julgamentos realizados em 2º grau.

## Composição
Segundo a Constituição Estadual de Santa Catarina, o TJSC é integrado por 95 Desembargadores em sua composição plena. Composição do Tribunal, em 11 de dezembro 2023, por ordem de antiguidade.
01 Pedro Manoel Abreu
02 Luiz Cézar Medeiros
03 Sérgio Roberto Baasch Luz
04 Antonio do Rêgo Monteiro Rocha
05 José Antônio Torres Marques
06 Ricardo Orofino da Luz Fontes
07 Maria do Rocio Luz Santa Ritta
08 Cid José Goulart Júnior
09 Jaime Ramos
10 Alexandre d'Ivanenko
11 Sérgio Izidoro Heil
12 José Carlos Carstens Köhler
13 João Henrique Blasi
14 Jorge Luiz de Borba
15 Rejane Andersen, 3º Vice-Presidente
16 Soraya Nunes Lins
17 Raulino Jacó Brüning
18 Roberto Lucas Pacheco
19 Jairo Fernandes Gonçalves
20 Luiz Fernando Boller
21 Paulo Roberto Sartorato
22 Tulio José Moura Pinheiro
23 Carlos Alberto Civinski
24 Ricardo José Roesler
25 Robson Luz Varella
26 Sérgio Antônio Rizelo
27 Denise Volpato, Corregedora-Geral da Justiça
28 Getúlio Corrêa, 1º Vice-Presidente
29 Sebastião César Evangelista
30 Ernani Guetten de Almeida
31 Carlos Adilson Silva
32 Rogério Mariano do Nascimento
33 Altamiro de Oliveira, Presidente
34 Saul Steil
35 Newton Varella Júnior
36 Rodolfo Cezar Ribeiro da Silva Tridapalli
37 Odson Cardoso Filho
38 Gilberto Gomes de Oliveira
39 José Everaldo Silva
40 Volnei Celso Tomazini
41 Paulo Henrique Moritz M. da Silva
42 Leopoldo Augusto Bruggemann
43 Júlio César Knoll
44 Vera Lúcia Ferreira Copetti
45 Janice Goulart Garcia Ubialli
46 Cláudia Lambert de Faria
47 Rubens Schulz, Corregedor-Geral do Foro Extrajudicial
48 Francisco José Rodrigues de Oliveira Neto
49 André Carvalho
50 Cinthia Beatriz da Silva Bittencourt Schaefer
51 Guilherme Nunes Born
52 Luiz Zanelato
53 André Luiz Dacol
54 Jaime Machado Júnior
55 Hélio do Valle Pereira
56 Gerson Cherem II, 2º Vice-Presidente
57 Dinart Francisco Machado
58 Rosane Portella Wolff
59 Denise de Souza Luiz Francoski
60 Artur Jenichen Filho
61 Vilson Fontana
62 Luiz Cesar Schweitzer
63 Luiz Neri Oliveira de Souza
64 Norival Acácio Engel
65 Helio David Vieira Figueira dos Santos
66 Júlio César Machado Ferreira de Melo
67 José Agenor de Aragão
68 Sidney Eloy Dalabrida
69 Ariovaldo Rogério Ribeiro da Silva
70 Hildemar Meneguzzi de Carvalho
71 Álvaro Luiz Pereira de Andrade
72 Luiz Antônio Zanini Fornerolli
73 Haidée Denise Grin
74 Selso de Oliveira
75 Antônio Zoldan da Veiga
76 Carlos Roberto da Silva
77 Osmar Nunes Júnior
78 Luiz Felipe Siegert Schuch
79 José Maurício Lisboa
80 Bettina Maria Maresch de Moura
81 Ana Lia Moura Lisboa Carneiro
82 Flavio Andre Paz de Brum
83 Sandro José Neis
84 Eduardo Mattos Gallo Júnior
85 Diogo Nicolau Pítsica
86 Marcos Fey Probst
87 Sílvio Dagoberto Orsatto
88 Edir Josias Silveira Beck
89 Roberto Lepper
90 João Eduardo De Nadal
91 Márcio Rocha Cardoso
92 Osmar Mohr
93 Alex Santore
94 Fernanda Sell de Souto Goulart Fernandes
95 Stephan Klaus Radloff

## Memória do TJSC[3]
- José Roberto Vianna Guilhon — 1 de outubro de 1891 a 8 de abril de 1893
- José Ferreira de Mello — 10 de abril de 1893 a 22 de abril de 1894 e 1 de fevereiro de 1894 a 1 de fevereiro de 1900
- Antero Francisco de Assis — 6 de fevereiro de 1900 a 20 de outubro de 1902
- Domingos Pacheco d'Ávila — 21 de outubro de 1902 a 4 de janeiro de 1910
- Felisberto Elysio Bezerra Montenegro — 4 de janeiro de 1910 a 11 de fevereiro de 1910
- Vasco de Albuquerque Gama — 20 de maio de 1910 a 19 de dezembro de 1913 e 18 de dezembro de 1917 a 17 de dezembro de 1920
- Antônio Wanderley Navarro Pereira Lins — 19 de dezembro de 1913 a 18 de dezembro de 1917
- João da Silva Medeiros Filho — 17 de dezembro de 1920 a 18 de dezembro de 1925 e 2 de janeiro de 1942 a 18 de janeiro de 1947
- Francisco Tavares da Cunha Melo Sobrinho — 18 de dezembro de 1925 a 13 de maio de 1931
- Heráclito Carneiro Ribeiro — 13 de maio de 1931 a 8 de março de 1932
- Gustavo de Toledo Piza — 8 de março de 1932 a 1 de janeiro de 1936
- Érico Ennes Torres  1 de janeiro de 1936 a 2 de janeiro de 1942
- Urbano Müller Salles — 18 de janeiro de 1947 a 16 de fevereiro de 1952
- Guilherme Luiz Abry — 1 de março de 1952 a 2 de janeiro de 1956
- José Rocha Ferreira Bastos — 2 de janeiro de 1956 a 2 de janeiro de 1958
- Osmundo Wanderley da Nóbrega — 2 de janeiro de 1958 a 2 de janeiro de 1960
- Severino Nicomedes Alves Pedrosa — 2 de janeiro de 1960 a 2 de janeiro de 1962
- Arno Pedro Hoeschl — 2 de janeiro de 1962 a 2 de janeiro de 1964
- Ivo Guilhon Pereira de Mello — 2 de janeiro de 1964 a 1 de março de 1966
- Belisário Ramos da Costa — 1 de março de 1966 a 1 de março de 1968
- Adão Bernardes — 1 de março de 1969 a 1 de março de 1970
- Marcílio João da Silva Medeiros — 2 de março de 1970 a 1 de março de 1972
- Norberto de Miranda Ramos — 1 de março de 1972 a 1 de março de 1974
- Eugênio Trompowsky Taulois Filho — 1 de março de 1974 a 1 de março de 1976
- Ary Pereira Oliveira — 1 de março de 1976 a 1 de março de 1978
- João de Borba — 1 de março de 1978 a 3 de março de 1980
- Euclydes de Cerqueira Cintra — 3 de março de 1980 a 13 de agosto de 1980
- Ivo Sell — 13 de agosto de 1980 a 11 de fevereiro de 1982
- Francisco May Filho — 1 de março de 1982 a 1 de março de 1984
- Eduardo Pedro Carneiro da Cunha Luz — 1 de março de 1984 a 3 de março de 1986
- Geraldo Gama Salles — 3 de março de 1986 a 1 de março de 1988
- Nelson Konrad — 1 de março de 1988 a 13 de dezembro de 1989
- Thereza Grisólia Tang — 13 de dezembro de 1989 a 5 de março de 1990
- Ayres Gama Ferreira de Mello — 5 de março de 1990 a 6 de março de 1992
- Aloysio de Almeida Gonçalves — 6 de março de 1992 a 1 de março de 1994
- Tycho Brahe Fernandes Neto — 1 de março de 1994 a 1 de março de 1996
- Napoleão Xavier do Amarante — 1 de março de 1996 a 2 de fevereiro de 1998
- João Martins — 2 de fevereiro de 1998 a 1 de fevereiro de 2000
- Francisco Medeiros Vieira — 1 de fevereiro de 2000 a 26 de novembro de 2001
- João José Ramos Schaefer — 26 de novembro de 2001 a 1 de fevereiro de 2002
- Antônio Fernando do Amaral e Silva — 1 de fevereiro de 2002 a 2 de fevereiro de 2004
- Jorge Mussi — 2 de fevereiro de 2004 a 31 de janeiro de 2006
- Pedro Manoel Abreu — 1 de fevereiro de 2006 a 31 de janeiro de 2008
- Francisco José Rodrigues de Oliveira Filho — 1 de fevereiro de 2008 a 13 de fevereiro de 2009
- João Eduardo Souza Varella — 13 de fevereiro de 2009 a 31 de janeiro de 2010
- José Trindade dos Santos — 1 de fevereiro de 2010 a 31 de janeiro de 2012
- Cláudio Barreto Dutra — 1 de fevereiro de 2012 a 31 de janeiro de 2014
- Nelson Juliano Schaefer Martins — 1 de fevereiro de 2014 a 28 de janeiro de 2016
- José Antônio Torres Marques — 29 de janeiro de 2016 a 1 de fevereiro de 2018
- Rodrigo Tolentino de Carvalho Collaço — 2 de fevereiro de 2018 - 31 de janeiro de 2020
- Ricardo José Roesler — 1 de fevereiro de 2020 - 31 de janeiro de 2022
- João Henrique Blasi — 1 de fevereiro de 2022 - 31 de outubro de 2023

Altamiro de Oliveira — 1 de novembro de 2023 - atualidade